# جون نوكس (لاعب كرة قاعدة)
جون نوكس (بالإنجليزية: John Knox)‏ هو لاعب كرة قاعدة أمريكي، ولد في 26 يوليو 1948 في نيوآرك في الولايات المتحدة.

## وصلات خارجية
- جون نوكس على موقعبيزبول رفرنس.كوم (الدوري الرئيسي) (الإنجليزية)
- جون نوكس على موقعبيزبول رفرنس.كوم (الدوري الثانوي) (الإنجليزية)